# Percival Joseph Fernandez
Percival Joseph Fernandez (Mangalore, 20 de dezembro de 1935) é Bispo Auxiliar Emérito em Bombaim.
Percival Joseph Fernandez foi ordenado sacerdote em 21 de dezembro de 1960. 
Em 13 de março de 2001, o Papa João Paulo II o nomeou bispo auxiliar em Bombaim e bispo titular de Bulla. O arcebispo de Bombaim, o cardeal Ivan Dias, o ordenou bispo em 21 de abril do mesmo ano; Os co-consagradores foram o cardeal Simon Ignatius Pimenta, arcebispo sênior de Bombaim, e Lorenzo Baldisseri, núncio apostólico na Índia e no Nepal.
Em 4 de janeiro de 2011, o Papa Bento XVI aceitou sua aposentadoria por idade.